# Joan Cassola Coenders
Joan Germán Cassola Coenders (Barcelona, 27 de febrer de 1951) és un alpinista, escalador i guia de muntanya català.
Ha estat soci del Centre Excursionista de Catalunya i, també, membre del Centre Acadèmic d'Escalada i del GAME (Grup d'Alta Muntanya Espanyol). Es va iniciar a la muntanya el 1963. Conegut popularment amb el sobrenom "el guia", el 1979 va realitzar la primera ascensió absoluta per la via Zaratustra de la paret del Gallinero a Ordesa, el 1981 va aconseguir la primera travessia estatal de la integral de Peuterey al Mont Blanc, el 1987 la primera estatal hivernal a la paret nord de l'Eiger amb Francesc Dalmases Cunill. Tambe ha format part d'expedicions als Andes del Perú el 1976, l'Hindu Kush el 1977, i l'Everest el 1988. L'any 1989 s'encarregà d'organitzar el primer Campionat de Catalunya d'escalada, a Coll de Nargó. Ha fundat i dirigit l'Escola Taller de Muntanya de la Seu d'Urgell entre els anys 1986 i 1990. Ha traduït Alpinismo hoy, de H. Huber (1983) i Seguridad en montaña, de W. Kellerman (1984). Com a expert coneixedor de les muntanyes montserratines, ha col·laborat amb l'Institut Nova Història, en l'intent de demostrar la teoria que les muntanyes que apareixen darrere la Gioconda són les mateixes muntanyes de Montserrat.